# Concours international de peinture grand format en Normandie
Le Concours international de peinture grand format est organisé chaque année en Normandie depuis 2013. Placé sous l'égide de l'UNESCO depuis 2015, il a été créé  à Fourges par Anna Filimonova sur l’idée de Denis Regnier, ancien maire de Fourges.
En 2017, ce concours évolue dans le cadre d'un 1er concours international de peinture grand format dans le berceau de l’impressionnisme en incluant les communes des Andelys et la forteresse médiévale de Château-Gaillard, Vernon et la maison de Pierre Bonnard, Radepont - à l'abbaye Notre-Dame de Fontaine-Guérard et au château de Bonnemare - et Lyons-la-Forêt.
C'est une des manifestations du festival Normandie impressionniste 2016, dont le thème 2016 était le portrait.
Afin de se conformer au calendrier du festival Normandie impressionniste, les prochains Concours international de peinture grand format ont lieu en 2020, puis en 2024. Le Festival International de Peinture de Plein Air 2018 a lieu quant à lui du 20 au 26 août 2018, mais sans concours.

## Le concours
- le concours se déroule traditionnellement le week-end de la 3e semaine de juin, en plein air (peinture sur le motif). Il est ouvert sur inscription à une centaine de participants répartis en trois catégories : artiste professionnel, amateur et jeune.
- La taille de peinture est imposée : grand format ; en revanche, toutes les techniques sont admises : huile, acrylique, pastel, aquarelle.
- Un thème est donné : la commune de Fourges en 2015[5] ou, en 2016, le portrait, thème du festival Normandie impressionniste 2016.
- Le concours est international : les artistes sont venus de France, de Chine, du Vietnam, de Palestine, d'Algérie, de Slovénie, de Hongrie, des États-Unis, de Finlande, d'Ukraine, de Biélorussie, de Russie ou de Turquie[6],[7],[8],[9].
- Plusieurs prix sont décernés, les 1ers Prix par les municipalités qui accueillent le concours ou par les mécènes, certains offrant un séjour artistique dans le pays dont les mécènes-créateurs des prix sont originaires[2].

## Le jury
Le jury est également international. Ont fait partie de ce jury notamment Patrice de la Perrière, rédacteur en chef du magazine Univers des arts ;  Erik Vladimirovitch Bulatov ; Diego Candil, directeur du Musée des impressionnismes Giverny ; Nikita Lobanov-Rostovsky (en) ; François Legrand ; Kojiro Akagi ; Oscar Rabin ; Raphael Pic, directeur d’ArtAujourdhui.info.

## Lauréats
- 2013 : 1re édition à Fourges
  - Grand Prix catégorie Professionnel : Véronique Carpentier  France
  - Grand Prix catégorie Amateur : Myriam Zouaghi-Maulet  France
  - Prix Spécial : Victor Razgulin (Виктор Разгулин)  Russie

- 2014 : 2e édition à Fourges
  - Grand Prix catégorie Professionnel : Anna Polikarpova (Анна Поликарпова)  Russie
  - Grand Prix catégorie Amateur : Richard Riège  France
  - Grand Prix catégorie Jeune : Maria Shepard  Angleterre

- 2015 : 3e édition à Fourges
  - Grand Prix catégorie Professionnel : Florence Ramier  France
  - Grand Prix catégorie Amateur : Chantal Urien  France
  - Grand Prix catégorie Jeune : Olga Dronova  Russie

- 2016 : 4e édition à Fourges
  - Grand Prix catégorie Professionnel : Florence Remÿ  France
  - Grand Prix catégorie Amateur : Anastasia de Seauve  Russie
  - Grand Prix catégorie Jeune et Prix Denis Regnier : Liudmila Petryk  Ukraine
  - Prix spécial Pastel avec Bus-Saint-Remy : Gueorgui Chichkine  Russie

- 2017 : 5e édition aux Andelys et la forteresse médiévale de Château-Gaillard, Vernon et la maison de Pierre Bonnard, Radepont - à l'Abbaye Notre-Dame de Fontaine-Guérard et au Château de Bonnemare - et Lyons-la-Forêt
  - Grand Prix catégorie Professionnel : Fatih Basbug  Turquie
  - Grand Prix catégorie Amateur : Olga Ganic  Russie
  - Grand Prix catégorie Jeune : Pauline Umanets  Russie

- 2020 : 6e édition et 4e festival à Paris avec exposition virtuelle des oeuvres[10]. Du fait de la pandémie, la publication des résultats est repoussée.

- 2021 : 6e édition et 5e festival aux Andelys, du 26 au 29 août 2021, du 26 au 29 août 2021[11],[12]

- 2022 : 6e festival organisé dans la région Centre-Val de Loire, au Château d'Ainay-le-Vieil du 14 au 19 juin 2022

- 2023 : 7e festival international de peinture sur grand format en plein air, aux Andelys et Château-Gaillard du 24 au 27 août 2023[13]

- 2025 : 8e festival international de peinture sur grand format en plein air, aux Andelys et Château-Gaillard du 27 au 30 août 2025